# Donzaleigh Abernathy
Donzaleigh Abernathy (Montgomery, 5 de agosto de 1957) es una actriz, escritora y activista estadounidense, hija del activista por los derechos civiles Ralph Abernathy.

## Carrera
Después de graduarse en el Emerson College de Boston, Abernathy se mudó a Nueva York. Consiguió su primer trabajo después de hacer una audición para un papel en una producción Off Broadway. Desde entonces, Abernathy ha interpretado papeles en muchas películas y series de televisión en su país. En el drama histórico Gods and Generals, interpreta a una esclava llamada Martha. Aunque la película no fue bien recibida por la crítica, Abernathy fue elogiada por su papel. Un crítico afirmó que "el retrato de Abernathy de Martha combina la fuerza con el glamour". Protagonizó durante cuatro años una serie regular de Lifetime titulada Any Day Now.
La actriz decidió demandar a Omar Epps por una supuesta agresión mientras ambos filmaban una escena de la serie de televisión Shooter en mayo de 2016. Abernathy afirma que Epps usó una fuerza desmedida en la escena, lo que le ocasionó lesiones en sus brazos.

## Filmografía

### Cine
| Año  | Título                      | Personaje      | Notas         |
| ---- | --------------------------- | -------------- | ------------- |
| 1994 | Camp Nowhere                | Dorothy Welton |               |
| 1995 | Night of the Running Man    | Francine       |               |
| 1995 | Lone Justice 2              | Effie Petit    |               |
| 2003 | Gods and Generals           | Martha         |               |
| 2003 | Leprechaun: Back 2 tha Hood | Esmeralda      | Vídeo         |
| 2006 | Grilled                     | Karen          |               |
| 2015 | Fingerprints                | Delphine Frost |               |
| 2016 | Sleight                     | Mary           |               |
| 2016 | 59 Seconds                  | Katherine      |               |
| 2020 | The Industry Did It         | Tía Urtha      | Posproducción |

### Televisión
| Año        | Título                                  | Personaje           | Notas                                                                |
| ---------- | --------------------------------------- | ------------------- | -------------------------------------------------------------------- |
| 1990       | Murder in Mississippi                   | Sue Brown           | Película de televisión                                               |
| 1990, 1992 | L. A. Law                               | Jenny Manley, Naomi | Episodios: "Watts a Matter?", "Silence of the Lambskins"             |
| 1990       | Ghost Dad                               | Enfermera           |                                                                      |
| 1992       | Grass Roots                             | Cora Mae Turner     | Película de televisión                                               |
| 1993       | Sirens                                  | Mariah Henry        | Episodio: "Strike Two"                                               |
| 1993       | Bodies of Evidence                      | Clarissa Watson     | Episodio: "Endangered Species"                                       |
| 1993       | Ned Blessing: The True Story of My Life | Effie Pettit        | Episodio: "Return to Plum Creek"                                     |
| 1994       | NYPD Blue                               | Sra. Danton         | Episodio: "Guns 'n Rosaries"                                         |
| 1994       | Family Album                            | Lorrie              | Miniserie                                                            |
| 1994       | Out of Darkness                         |                     |                                                                      |
| 1995       | Amazing Grace                           | D.A. Goodwin        | Episodio: "Family Values"                                            |
| 1995       | Cagney & Lacey: Together Again          | Alcina Lewis        | Película de televisión                                               |
| 1996       | Dangerous Minds                         | Irene Timmons       | Episodios: "Pilot", "Family Ties", "Need Deep"                       |
| 1997       | Miss Evers' Boys                        | Betty               | Película de televisión                                               |
| 1997       | EZ Streets                              | Patricia Wyler      | Episodios: "St. Jude Took a Bullet", "One Acquainted with the Night" |
| 1997       | The Burning Zone                        | Nora Dawson         | Episodio: "Wild Fire"                                                |
| 1997       | Don King: Only in America               | Henrietta King      | Película de televisión                                               |
| 1998       | The Pretender                           | Susan Healy         | Episodio: "Hazards"                                                  |
| 1998       | Chicago Hope                            | Porschia Tate       | Episodio: "Absent Without Leave"                                     |
| 1998       | The Tempest                             | Mambo Ezeli         | Película de televisión                                               |
| 1998–2002  | Any Day Now                             | Sara Jackson        | Personaje principal                                                  |
| 1999       | The Sky's On Fire                       | Dr. Hellstrom       | Película de televisión                                               |
| 1999       | Stranger in My House                    | Enfermera           |                                                                      |
| 2002       | Whitewash: The Clarence Brandley Story  | Narradora           | Película de televisión                                               |
| 2003       | 24                                      | Barbara Maccabee    | Episodio: "Day 2: 5:00p.m.-6:00pm", "Day 2: 6:00pm-7:00pm"           |
| 2003       | Strong Medicine                         | Psicóloga           |                                                                      |
| 2004       | Judging Amy                             | Denise Lawrence     | Episodio: "Conditional Surrender"                                    |
| 2005       | The Closer                              |                     |                                                                      |
| 2005–2006  | Commander-in-Chief                      | Reportera Patricia  | Recurrente (T 1)                                                     |
| 2006       | House M.D.                              | Brady               | Episodio: "Skin Deep"                                                |
| 2008       | CSI: Crime Scene Investigation          | Carolina Bell       | Episodio: "For Gedda"                                                |
| 2008–2009  | Lincoln Heights                         | Hazel Glass         | Episodios: "The Price You Pay", "Lucky"                              |
| 2012       | The Walking Dead                        | Dra. Stevens        | Episodios: "Walk with Me", "Made to Suffer", "The Suicide King"      |
| 2013       | Shameless                               | Tawny               | Episodio: "Civil Wrongs"                                             |
| 2015       | Father Pete's Corner                    | Hada                | Serie                                                                |
| 2015       | Agents of S.H.I.E.L.D                   |                     |                                                                      |
| 2016       | Suits                                   | Gloria Danner       | Episodios: "Tick Tock", "25th Hour"                                  |
| 2016       | Shooter                                 | Sra. Fenn           | Episodios: "Exfil", "Overwatch"                                      |
| 2017       | Chicago P.D.                            | Jeanette Barnes     | Episodio: "Don't Read the News"                                      |
| 2019       | Words & Actions                         | Monica Henderson    | Episodio: "Man Delights Not Me, Nor Woman Neither"                   |